# Necrophagist
I Necrophagist sono stati un gruppo death metal tedesco originario di Karlsruhe, in attività dal 1992 fino allo scioglimento, avvenuto nel 2010. Sono noti soprattutto per l'elevatissimo livello tecnico dei componimenti.

## Storia
Poco prima di registrare il loro primo album Onset of Putrefaction il cantante/chitarrista Muhammed Suiçmez rimase l'unico componente della band, diventando di fatto il leader e, registrando tutto da solo. Dopodiché, la band si assestò per un breve periodo riuscendo a registrare il loro secondo disco Epitaph, pubblicato dalla Relapse Records nel 2004. Mentre il successore è rimasto in fase di cantiere, il primo album è stato ri-registrato ed è stato ri-pubblicato con una differente copertina. La band, sempre capitanata dal suo leader, è tornata sporadicamente a farsi vedere in pubblico continuando a mutare formazione. Nel settembre 2013, il batterista Romain Goulon dichiarò che i Necrophagist sono tuttora attivi e che stanno cercando di registrare un nuovo album. Tuttavia, il 4 aprile 2016 lo stesso Goulon rispose ad un commento su Facebook dicendo: "Stiamo cercando una bara per commemorarne la morte", implicando che il gruppo si sarebbe sciolto.

## Formazione

### Ultima
- Muhammed Suiçmez - voce, chitarra (1992-2010)
- Sami Raatikainen - chitarra (2003-2010)
- Stefan Fimmers - basso (2006-2010)
- Romain Goulon - batteria (2008-2010)

### Ex componenti
- Jochen Bittmann – basso (1992–2001)
- Jan-Paul Herm – chitarra (1992–1995)
- Matthias Holzapfel – chitarra (1995–2000)
- Raphael Kempermann – batteria (1992–1995)
- Daniel Silva – batteria (1995–1998, 2001–2003)
- Shahram Naderi – batteria (1998–2001)
- Mario Petrovic – chitarra (2000–2001)
- Slavek Foltyn – batteria (2000–2001)
- Björn Vollmer – chitarra (2001–2002)
- Julien Laroche – basso (2001–2003)
- Christian Münzner – chitarra (2002–2006)
- Hannes Grossmann – batteria (2003–2007)
- Marco Minnemann – batteria (2007–2008)

## Discografia

### Album in studio
- 1999 - Onset of Putrefaction
- 2004 - Epitaph

### Demo
- 1992 - Requiems of Festered Gore
- 1995 - Necrophagist